# Tetrabalius florensis
Tetrabalius florensis är en spindeldjursart som beskrevs av Speijer 1933. Tetrabalius florensis ingår i släktet Tetrabalius och familjen Thelyphonidae. Inga underarter finns listade i Catalogue of Life.